# San Antonio de Pichincha
La parròquia de San Antonio de Pichincha està situada al nord de la ciutat de Quito, Equador, al centre mateix de la línia equatorial. Té una superfície de 116,26 quilòmetres quadrats i es troba a 2.439 metres sobre el nivell del mar. A San Antonio es troba la Ciudad Mitad del Mundo on van arribar l'any 2014 377.000 turistes. La parròquia va ser creada el 1901, durant la presidència de Leónidas Plaza. El seu nom original fou Lulumbamba (plana de fruites madures) i després San Antonio de Pomasqui que es va mantenir fins al 1901.
Els Shyris, governants de l'antic Regne de Quito, van construir en aquest lloc un observatori astronòmic del seu déu sol, amb l'afany de determinar el lloc precís del seu pas, per establir els seus canvis en els equinoccis i solsticis i fixar així l'Intiñán (camí del sol).